# マルコ・スポルティエッロ
マルコ・スポルティエッロ（Marco Sportiello, 1992年5月10日 - ）は、イタリア・デージオ出身のサッカー選手。セリエA・アタランタBC所属。ポジションはGK。

## 経歴
1999年にアタランタのユースに入団し、11年間を過ごした。2010年にセリエD（当時5部相当）の1913セレーニョ・カルチョに加入。2011年にはセリエC2のUSポッジボンシでプレー。2012年にセリエC1のカルピFCへ移籍し、30試合に出場。総失点数を27失点に抑え、クラブのセリエB昇格に貢献した。
2013年にユース時代を過ごしたセリエAのアタランタBCに復帰。アンドレア・コンシーリの控えとしての獲得であったが、2014年1月12日に行われたカターニア戦でセリエAデビューを果たした。2014-15シーズンも前年と同じくベンチ要員かと思われたが、移籍市場最終日である9月1日にコンシーリがサッスオーロへ移籍したため、急遽正GKに抜擢。好パフォーマンスを披露し、2015年1月に契約更新を発表した。
2017年1月13日、ACFフィオレンティーナへ1年半の買取オプション付きレンタルで移籍した。
2018年7月6日、フロジノーネ・カルチョに買取オプション付きのレンタルで移籍した。
2023年6月28日、ACミランに移籍することが発表された。契約期間は2027年6月30日まで。9月19日、UEFAチャンピオンズリーグにおいてグループリーグ初戦となるニューカッスル・ユナイテッドFC戦にて後半81分、負傷したマイク・メニャンと交代で出場してミランデビューを果たした。
2025年7月18日、アタランタBCに完全移籍で復帰。契約期間は2028年6月30日まで。